# Liste der Kulturdenkmale in Jöhstadt

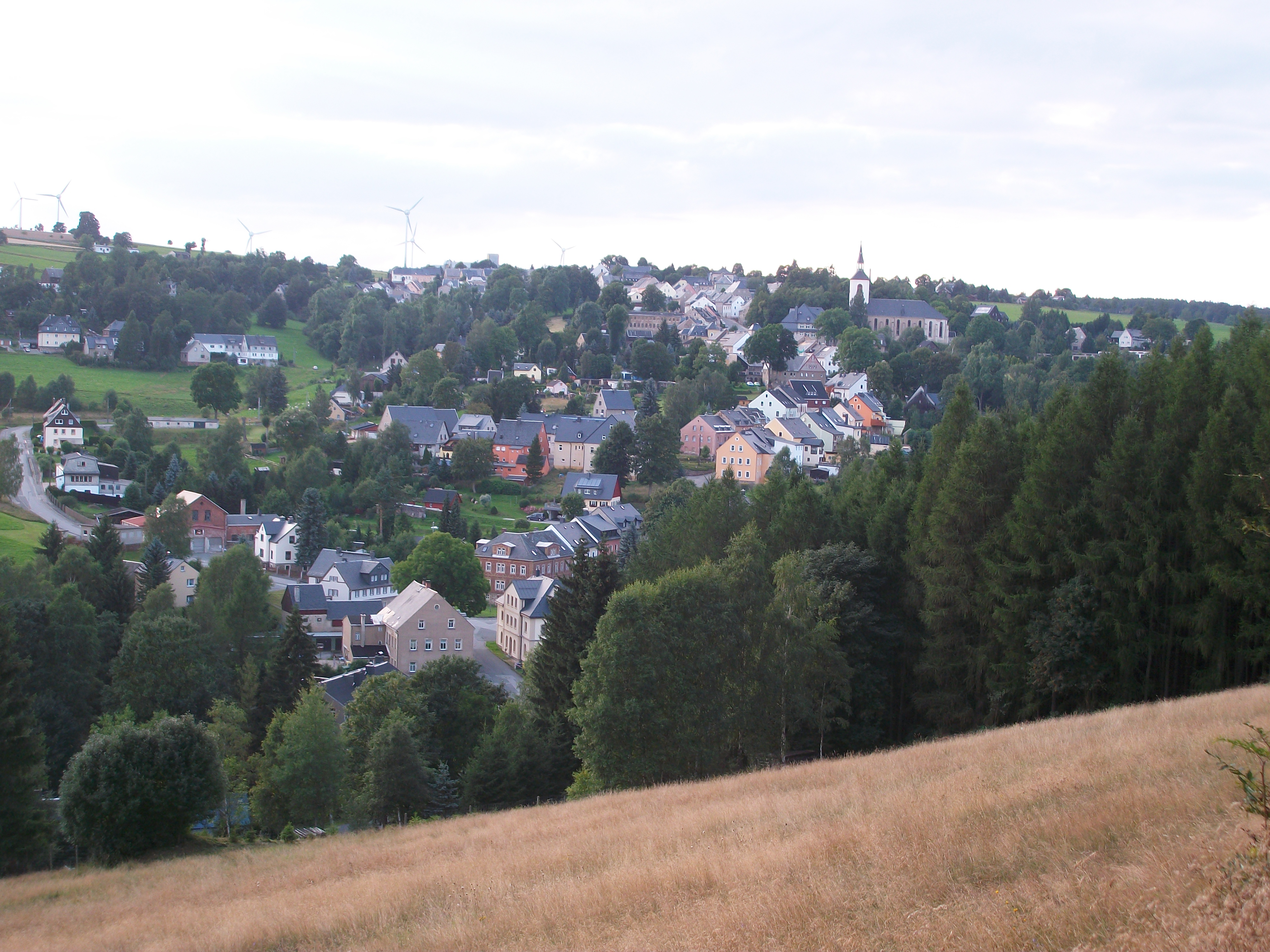
Blick auf Jöhstadt

Die Liste der Kulturdenkmale in Jöhstadt enthält die Kulturdenkmale in Jöhstadt.
Diese Liste ist eine Teilliste der Liste der Kulturdenkmale in Sachsen.

## Legende
- Bild: Bild des Kulturdenkmals, ggf. zusätzlich mit einem Link zu weiteren Fotos des Kulturdenkmals im Medienarchiv Wikimedia Commons. Wenn man auf das Kamerasymbol klickt, können Fotos zu Kulturdenkmalen aus dieser Liste hochgeladen werden:
- Bezeichnung: Denkmalgeschützte Objekte und ggf. Bauwerksname des Kulturdenkmals
- Lage: Straßenname und Hausnummer oder Flurstücknummer des Kulturdenkmals. Die Grundsortierung der Liste erfolgt nach dieser Adresse. Der Link (Karte) führt zu verschiedenen Kartendiensten mit der Position des Kulturdenkmals. Fehlt dieser Link, wurden die Koordinaten noch nicht eingetragen. Sind diese bekannt, können sie über ein Tool mit einer Kartenansicht einfach nachgetragen werden. In dieser Kartenansicht sind Kulturdenkmale ohne Koordinaten mit einem roten bzw. orangen Marker dargestellt und können durch Verschieben auf die richtige Position in der Karte mit Koordinaten versehen werden. Kulturdenkmale ohne Bild sind an einem blauen bzw. roten Marker erkennbar.
- Datierung: Baubeginn, Fertigstellung, Datum der Erstnennung oder grobe zeitliche Einordnung entsprechend des Eintrags in der sächsischen Denkmaldatenbank
- Beschreibung: Kurzcharakteristik des Kulturdenkmals entsprechend des Eintrags in der sächsischen Denkmaldatenbank, ggf. ergänzt durch die dort nur selten veröffentlichten Erfassungstexte oder zusätzliche Informationen
- ID: Vom Landesamt für Denkmalpflege Sachsen vergebene, das Kulturdenkmal eindeutig identifizierende Objekt-Nummer. Der Link führt zum PDF-Denkmaldokument des Landesamtes für Denkmalpflege Sachsen. Bei ehemaligen Kulturdenkmalen können die Objektnummern unbekannt sein und deshalb fehlen bzw. die Links von aus der Datenbank entfernten Objektnummern ins Leere führen. Ein ggf. vorhandenes Icon  führt zu den Angaben des Kulturdenkmals bei Wikidata.

## Jöhstadt
| Bild                                    | Bezeichnung                                                                                                | Lage                                                                                     | Datierung | Beschreibung | ID       |
| --------------------------------------- | --- | ---------------------------------------------------------------------------------------- | --- | --- | -------- |
|                                         | Denkmalschutzgebiet Jöhstadt (Vorschlag)                                                                   | (Karte)                                                                                  | | Denkmalschutzgebiet Jöhstadt | 09299978 |
| Weitere Bilder                          | Empfangsgebäude des Bahnhofs Jöhstadt mit Anbauten, Lokschuppen und Laderampe                              | Am Bahnhof 78 (Karte)                                                                    | 1892 | Zeittypische Klinkerbauten, eisenbahngeschichtlich und ortsgeschichtlich von Bedeutung. - Empfangsgebäude: Zweigeschossiger roter Klinker, Segmentbogenstil, weitgehend original nachempfundene Sprossung, ornamentale Elemente (z. B. Band), - Annexgebäude: Eingeschossig, gleicher Stil, (alle Dachüberstand gemäß sogenanntem Schweizerstil), - Lokschuppen: Backstein-Fachwerkbau. | 08991957 |
|                                         | Wohnhaus in offener Bebauung                                                                               | Äußere Bahnhofstraße 122 (Karte)                                                         | 1. Hälfte 19. Jahrhundert | Obergeschoss Fachwerk, baugeschichtliche und städtebauliche Relevanz. Erdgeschoss massiv, leicht verändert, Obergeschoss: Fachwerk wohl weitgehend erhalten, steiles Satteldach, verschieferte große Dachgaupe, später ausgeführt, Schieferdeckung. | 08991870 |
| Direkt Bild zu diesem Denkmal hochladen | Türgewände und Haustür eines Wohnhauses                                                                    | Bärensteiner Straße 6 (Karte)                                                            | bezeichnet 1856 | Klassizistischer Türstock mit Türblatt, handwerklich-künstlerisch von Bedeutung. Granitgewände, mit flachem erhabenen Giebel bekrönt, Zahnschnitt, Türblatt zweiflügelige Füllungstür mit je vier Kassetten. | 08991864 |
| Weitere Bilder                          | Wohnhaus in offener Bebauung                                                                               | Dürrenberg 85 (Karte)                                                                    | 1830 | Obergeschoss Fachwerk, Relikt ländlicher Holzbauweise in gewandelter Umgebung, baugeschichtlich von Bedeutung. Erdgeschoss massiv, aber weitgehend intaktes Wand-Öffnungs-Verhältnis, Sichtfachwerk mit originalen Fenstergrößen, Sprossung, Satteldach, Giebelverkleidung mit Holzschindeln. | 08991958 |
| Direkt Bild zu diesem Denkmal hochladen | Villa mit Garten und Gartenlaube                                                                           | Dürrenberg 111d (Karte)                                                                  | bezeichnet 1919 | Putzbau mit hohem Originalitätsgrad, von baugeschichtlicher und ortsgeschichtlicher Bedeutung. Zweigeschossiger massiver Putzbau mit Walmdach, darin stehende Gaupen, Schieferdeckung, originale Fenstersprossung, innen Stuckdecken. | 08991961 |
| Direkt Bild zu diesem Denkmal hochladen | Wohnhaus eines Bauernhofes                                                                                 | Feldgasse 36 (Karte)                                                                     | 1796 | Relikt ländlicher Bauweise in städtischem Kontext, baugeschichtliche und ortsentwicklungsgeschichtliche Bedeutung, mit Seltenheitswert. Zweigeschossiger, massiver Putzbau mit weitgehend intaktem Wand-Öffnungs-Verhältnis, gedrungene Kubatur und Krüppelwalmdach, Schieferdeckung, Anbau eingeschossig (ehemaliger Stall). | 08991863 |
| Weitere Bilder                          | Friedhof Jöhstadt (Sachgesamtheit)                                                                         | Grumbacher Straße 224 (Karte)                                                            | 1922 (Friedhofskapelle) | Sachgesamtheit Friedhof Jöhstadt mit folgenden Einzeldenkmalen: - Friedhofskapelle, fünf Grabmale, Grufthaus und Einfriedungsmauer des Friedhofs (siehe Einzeldenkmal 09300141) - sowie Friedhof als Sachgesamtheitsteil; - Bruchsteinkapelle mit Anbau, baugeschichtlich und ortsgeschichtlich von Bedeutung. Bruchsteinkapelle mit Anbau, steiles Walmdach mit Reiter; an der Mauer einige Epitaphien, meist 18. Jahrhundert; Familiengrabstätte in Tempelform (stilisierter Antentempel). | 08991829 |
| Weitere Bilder                          | Friedhofskapelle, fünf Grabmale, Grufthaus und Einfriedungsmauer des Friedhofs                             | Grumbacher Straße 224 (Karte)                                                            | 1922 | Einzeldenkmale der Sachgesamtheit Friedhof Jöhstadt: - Friedhofskapelle, fünf Grabmale, Grufthaus und Einfriedungsmauer des Friedhofs (siehe auch Sachgesamtheit 08991829); - Bruchsteinkapelle mit Anbau, Baugeschichtlich und ortsgeschichtlich von Bedeutung. - Bruchsteinkapelle mit Anbau, steiles Walmdach mit Reiter; an der Mauer einige Epitaphien, meist 18. Jahrhundert; - Grabmal für den Stadtrichter Johann Treitschke, gestorben 1746; - Grabmal für die Frau des Stadtrichters Barbara Dorothea Treitschke, gestorben 1750; - Zwei säulenartige Grabmale mit Urnenaufsatz und Bedachung, 2. Hälfte 19. Jahrhundert; - Sandsteingrabmal an der nördlichen Kapellenwand, um 1784; - Grufthaus: Familiengrabstätte in Tempelform (stilisierter Antentempel). | 09300141 |
| Direkt Bild zu diesem Denkmal hochladen | Wohnhaus in offener Bebauung                                                                               | Hintere Gemeindegasse 211 (Karte)                                                        | um 1800 | Obergeschoss Fachwerk, Relikt sogenannter Volksbauweise in gewandelter Umgebung, baugeschichtlicher Wert. Erdgeschoss massiv, zum Teil Fenstergewände, Obergeschoss Fachwerk an der Straßenseite, mit intaktem Wand-Öffnungs-Verhältnis, breitgelagerter Baukörper, Satteldach. | 08991865 |
| Weitere Bilder                          | Wohnhaus in halboffener Bebauung                                                                           | Innere Bahnhofstraße 69 (bis 2019), ab 2021 Langgasse 9, Schneeberg (Erzgebirge) (Karte) | vor 1750 | Obergeschoss Fachwerk, Relikt ländlicher Holzbauweise in gewandelter Umgebung, baugeschichtliche Bedeutung, im örtlichen Kontext Seltenheitswert. Ab 2019 abgebaut am alten Standort in Jöhstadt, im Jahr 2020/21 nach Translozierung in Schneeberg (Erzgebirge), Langgasse 9 wiederaufgebaut. Erdgeschoss massiv, recht hoch, mit nach 1900 eingebautem Haustür-Gewände und Ladenöffnung, Fachwerk verbrettert, Konstruktion im Obergeschoss intakt, Satteldach mit markanten Aufschieblingen | 08991872 |
| Direkt Bild zu diesem Denkmal hochladen | Wohnhaus in halboffener Bebauung                                                                           | Innere Bahnhofstraße 123 (Karte)                                                         | um 1900 | Straßenbildprägender Klinkerbau mit aufwändiger Gliederung, baugeschichtlich von Bedeutung. Zweigeschossiger Bau mit rustikalem Sockel, darüber roter Backstein, ornamental mit gelbem Backstein abgesetzt, Porphyr-Fenstergewände, Satteldach, späthistoristisches Türblatt. | 08991871 |
| Direkt Bild zu diesem Denkmal hochladen | Wohnhaus in offener Bebauung mit hinterem Scheunenanbau                                                    | Kirchstraße 43 (Karte)                                                                   | um 1850 | Zeittypischer Putzbau, baugeschichtlich und ortsentwicklungsgeschichtlich sowie städtebaulich von Bedeutung. Zweigeschossiger Feldsteinbau verputzt, Fenstergewände, noch Winterfenster, profiliertes Traufgesims, Satteldach, Schieferdeckung, Scheune Holzkonstruktion. | 08991847 |
| Weitere Bilder                          | Salvatorkirche mit Ausstattung und Kirchplatz                                                              | Kirchstraße 47 (Karte)                                                                   | 1675–1677 (Kirche); 1677 (Taufe); 2. Hälfte 17. Jahrhundert (Kruzifix); bezeichnet mit 1736 (Zinnschale); 19. Jahrhundert (Kanzel) | Große Saalkirche mit Westturm, bau- und ortsgeschichtlich von Bedeutung. Verputzter Bruchsteinbau mit 3/8 Schluss, um den Saal umlaufende Strebepfeiler, Westturm über quadratischem Grundriss mit Zeltdach, Laterne und Spitze, vor der Kirche zwei Kriegerdenkmale (1870/1871 und Erster Weltkrieg) sowie vierreihige Lindenallee. | 08991849 |
| Direkt Bild zu diesem Denkmal hochladen | Denkmale für die Gefallenen von 1870/71 und des Ersten Weltkrieges                                         | Kirchstraße 47 (Karte)                                                                   | Nach 1871; nach 1918 | Ortsgeschichtlich von Bedeutung | 09307431 |
| Weitere Bilder                          | Schule mit Turnhalle, Torhäuschen und Einfriedung                                                          | Kirchstraße 47b (Karte)                                                                  | 1913–1914 | Stattlicher, zeittypischer Putzbau im Reform- und Heimatstil der Zeit um 1910, baugeschichtlich und ortsgeschichtlich von Bedeutung. Gut gestalteter zweigeschossiger Putzbau mit zwei Seitenrisaliten und giebelbekrönter Mittelachse, Sprossung im ursprünglichen Sinne, aber reduziert und Plaste, Sockel mit Rustikalmauerwerk, Eingang mit figürlicher Plastik (Schulkinder), Walmdach mit Schieferdeckung. | 08991857 |
| Direkt Bild zu diesem Denkmal hochladen | Wohnhaus in halboffener Bebauung und Ecklage                                                               | Kirchstraße 49 (Karte)                                                                   | 1896 | Putzbau mit Eckturm, baugeschichtliche und städtebauliche Bedeutung. Zweigeschossiger, massiver Putzbau, Turm dreigeschossig, intaktes Wand-Öffnungs-Verhältnis, alte T-Sprossung, Satteldach mt vier stehenden Gaupen und Schieferdeckung, Turm mit französischem Mansardabschluss, profilierte Gewände. | 08991858 |
| Direkt Bild zu diesem Denkmal hochladen | Wohnhaus in geschlossener Bebauung                                                                         | Kirchstraße 155 (Karte)                                                                  | 2. Hälfte 19. Jahrhundert | Zeittypischer Putzbau mit originalem Portal, baugeschichtliche und städtebauliche Bedeutung. Zweigeschossiger, massiver Putzbau, offensichtlich mit Drempel, intaktes Wand-Öffnungs-Verhältnis, Fenstergewände profiliert, profiliertes Traufgesims, Satteldach, Schieferdeckung, drei stehende Gaupen. | 08991861 |
| Direkt Bild zu diesem Denkmal hochladen | Wohnhaus in geschlossener Bebauung                                                                         | Kirchstraße 156 (Karte)                                                                  | um 1850, Kern wahrsch. älter | Zeittypischer Putzbau mit markantem Dachhäuschen, baugeschichtliche und städtebauliche Bedeutung. Zweigeschossiger, massiver Putzbau mit intaktem Wand-Öffnungs-Verhältnis, profilierte Fenstergewände, alte Kastenfenster, profiliertes Traufgesims, Satteldach mit großem später angefügten Dachhaus verbrettert, Schieferdeckung. | 08991860 |
| Direkt Bild zu diesem Denkmal hochladen | Wohnhaus in geschlossener Bebauung                                                                         | Kirchstraße 161 (Karte)                                                                  | Kern 18. Jahrhundert | Zeittypischer Putzbau, baugeschichtliche und städtebauliche Bedeutung. Zweigeschossiger, massiver Putzbau, intaktes Wand-Öffnungs-Verhältnis, steiles Satteldach, Schieferdeckung, drei stehende Gaupen, altes Türblatt mit Jugendstileinfluss. | 08991856 |
| Direkt Bild zu diesem Denkmal hochladen | Wohnhaus in geschlossener Bebauung                                                                         | Kirchstraße 162 (Karte)                                                                  | 2. Hälfte. 19. Jahrhundert, Kern älter                                                                                             | Zeittypischer Putzbau, baugeschichtliche und städtebauliche Bedeutung. Zweigeschossiger, massiver Putzbau mit weitgehend intaktem Wand-Öffnungs-Verhältnis, Fenstergewände verändert, Satteldach, Schieferdeckung, drei stehende Gaupen. | 08991855 |
| Direkt Bild zu diesem Denkmal hochladen | Wohnhaus in halboffener Bebauung                                                                           | Kirchstraße 164 (Karte)                                                                  | 2. Hälfte 19. Jahrhundert, Kern wohl älter                                                                                         | Zeittypischer Putzbau mit originaler Haustür, baugeschichtliche und städtebauliche Bedeutung. Zweigeschossiger, massiver Putzbau mit weitgehend intaktem Wand-Öffnungs-Verhältnis, originales Haustürblatt, profiliertes Traufgesims, Satteldach, Schieferdeckung, fünf stehende Gaupen. | 08991854 |
| Direkt Bild zu diesem Denkmal hochladen | Ehemaliges Wohnhaus in halboffener Bebauung (ohne rückwärtigen Anbau)                                      | Kirchstraße 166 (Karte)                                                                  | 2. Hälfte 19. Jahrhundert | Zirka 1891 umgebaut zu einem Kaufhaus, baugeschichtliche und ortsgeschichtliche sowie städtebauliche Bedeutung. Zweigeschossig und Drempel, Satteldach, Schieferdeckung, eine stehende Gaupe, Fassade mit je vier zweigeteilten „Bay-Windows“, aufwändig historistisch gerahmt (Halbsäulen, Kopfkapitelle, Balustrade, verkröpfte Fensterbekrönung), Drempelzone mit Okuli, Traufgesims mit Knaggen und floraler Gestaltung. | 08991853 |
| Direkt Bild zu diesem Denkmal hochladen | Wohnhaus in geschlossener Bebauung                                                                         | Kirchstraße 167 (Karte)                                                                  | bezeichnet (18)42 | Zeittypischer Putzbau mit einigen Schmuckelementen, baugeschichtliche und städtebauliche Bedeutung. Zweigeschossiger, massiver Putzbau mit intaktem Wand-Öffnungs-Verhältnis, Fenster Obergeschoss ornamental gerahmt (Konsolsteine, Profile, Bekrönung), Sprossung, Satteldach, Schieferdeckung, drei stehende Gaupen, originales Haustürblatt. | 08991852 |
| Direkt Bild zu diesem Denkmal hochladen | Wohnhaus in geschlossener Bebauung                                                                         | Kirchstraße 169 (Karte)                                                                  | um 1850, Kern womöglich älter | Zeittypischer Putzbau mit intaktem Wand-Öffnungs-Verhältnis, baugeschichtliche und städtebauliche Bedeutung. Zweigeschossiger, massiver Putzbau mit weitgehend intaktem Wand-Öffnungs-Verhältnis, Sprossung verschwunden, profiliertes Traufgesims, Satteldach, Schieferdeckung, zwei stehende Gaupen. | 08991851 |
| Direkt Bild zu diesem Denkmal hochladen | Wohnhaus in halboffener Bebauung                                                                           | Kirchstraße 170 (Karte)                                                                  | 2. Hälfte 19. Jahrhundert | Zeittypischer Putzbau mit intaktem Wand-Öffnungs-Verhältnis, baugeschichtliche und städtebauliche Bedeutung. Zweigeschossiger, massiver Putzbau mit intaktem Wand-Öffnungs-Verhältnis, Gurtgesims, Obergeschoss Pseudo-Fenstersprossung, Satteldach, Schieferdeckung, mit drei stehenden Gaupen, Giebellünette. | 08991850 |
| Direkt Bild zu diesem Denkmal hochladen | Wohnhaus in geschlossener Bebauung                                                                         | Kirchstraße 174b (Karte)                                                                 | 2. Hälfte 19. Jahrhundert | Putzbau mit weitgehend int765787aktem Wand-Öffnungs-Verhältnis, baugeschichtliche und städtebauliche Bedeutung. Zweigeschossiger, massiver Putzbau, Eingang eingezogen, originales Türblatt, Portal profiliert, desgleichen die Fenstergewände, Gurtgesims, Satteldach, Schieferdeckung. | 08991846 |
| Direkt Bild zu diesem Denkmal hochladen | Wohnhaus in geschlossener Bebauung                                                                         | Kirchstraße 175 (Karte)                                                                  | 2. Hälfte 19. Jahrhundert | Zeittypischer Putzbau mit intaktem Wand-Öffnungs-Verhältnis, baugeschichtliche und städtebauliche Bedeutung. Zweigeschossiger, massiver Putzbau mit eingezogenem Eingang, originales Türblatt, Durchfahrt, Fenstergewände, Gurtgesims, profiliertes Traufgesims, Satteldach, Schieferdeckung, sechs Dachliegefenster. | 08991845 |
| Direkt Bild zu diesem Denkmal hochladen | Wohnhaus in geschlossener Bebauung                                                                         | Kirchstraße 176 (Karte)                                                                  | 1886 | Putzbau in historistischer Formensprache, baugeschichtliche und städtebauliche Bedeutung. Zweigeschossiger, massiver Putzbau mit zwei nicht originalen Schaufenstern im Erdgeschoss, eingezogene Haustür, Reste von Bekrönung, Gurtgesims, Obergeschoss Porphyr-Fenstergewände mit Bekrönung, überall T-Sprossung, profiliertes Traufgesims, Satteldach, Schieferdeckung, sechs stehende Dachgaupen. | 08991844 |
| Weitere Bilder                          | Postmeilensäule                                                                                            | Markt (Karte)                                                                            | bezeichnet 1730 | Kopie einer Distanzsäule (Obelisk auf Sockel, Granit), verkehrsgeschichtlich von Bedeutung. Denkmaltext: Kopie einer kursächsischen Distanzsäule aus Granit, bezeichnet 1730 steht auf dem Marktplatz. Das Wappenstück besteht aus Sandstein. Die Säule steht auf einem gemauerten Fundament. Die Säule weist auf allen vier Seiten Entfernungsangaben auf. Die Säule wurde Mitte des 19. Jh. versetzt. Dabei wurden auch die Entfernungsangaben neu eingehauen, allerdings wurden auch einige alte Angaben weggelassen. 1975 erfolgte eine Restaurierung, später die Nachbildung der Säule. Die Originalteile sind im Rathaus ausgestellt. | 08991841 |
| Direkt Bild zu diesem Denkmal hochladen | Stein mit Sachsenwappen                                                                                    | Markt (Karte)                                                                            | bezeichnet 1669 | Ortsgeschichtlich von Bedeutung. Knapp einen Meter hoch, längsrechteckig. | 08991824 |
| Weitere Bilder                          | Meilenstein                                                                                                | Markt (Karte)                                                                            | um 1850 | Verkehrsgeschichtlich von Bedeutung. Zirka 130 Zentimeter hoch, runder Abschluss, „Annaberg 1,51 M“ | 09306130 |
| Direkt Bild zu diesem Denkmal hochladen | Wohnhaus in offener Bebauung                                                                               | Markt 17 (Karte)                                                                         | um 1850, Kern womöglich älter | Putzbau mit intakter Lochfassade, baugeschichtliche und städtebauliche Bedeutung. Zweigeschossig, massiber Putzbau mit Fenstergewände in beiden Geschossen, Satteldach, Schieferdeckung, drei stehende Gaupen, vier mal fünf Achsen. | 08991825 |
| Direkt Bild zu diesem Denkmal hochladen | Wohnhaus in geschlossener Bebauung                                                                         | Markt 19 (Karte)                                                                         | 2. Hälfte 19. Jahrhundert, Kern womöglich älter                                                                                    | Weitgehend authentisch, baugeschichtliche und städtebauliche Bedeutung. Zweigeschossiger massiver Putzbau, drei Achsen, profilierte Fenstergewände, profiliertes Traufgesims, Satteldach mit fünf Dachliegefenstern, Haustür eingezogen. | 08991826 |
| Direkt Bild zu diesem Denkmal hochladen | Ehemaliges Amtsgericht und Eichamt in halboffener Bebauung und Ecklage, mit rechtwinkligem Anbau und Mauer | Markt 21 (Karte)                                                                         | nach 1850 | Heute Wohnhaus, Anbau ehemaliges Gefängnis, Putzbau mit spätklassizistischen Einflüssen, baugeschichtliche und ortsgeschichtliche sowie städtebauliche Bedeutung. Dreigeschossiger massiver Putzbau mit intaktem Wand-Öffnungs-Verhältnis, Gurtgesims grenzt Erdgeschoss ab, Erdgeschoss Segmentbogenfenster, die Geschosse darüber Fensterbekrönung, Traufgesims mit Zahnschnitt, Walmdach, drei stehende Gaupen, alle Fenster T-Sprossung. | 08991827 |
| Direkt Bild zu diesem Denkmal hochladen | Wohnhaus in geschlossener Bebauung und Ecklage, mit rechtwinkligem Anbau                                   | Markt 25 (Karte)                                                                         | nach Brand 1848, Kern älter | Breit gelagerter Putzbau, baugeschichtliche sowie städtebauliche Bedeutung. Zweigeschossiger massiver Putzbau mit intaktem Wand-Öffnungs-Verhältnis, Porphyr-Fenstergewände, profiliertes Traufgesims, Walmdach, drei stehende Gaupen, Schieferdeckung, Erdgeschoss komplett mit böhmischem Kappengewölbe, Keller mit Bruchsteintonne, Anbau mit Kreuzgratgewölbe und zentraler Säule (Stall). | 08991828 |
| Direkt Bild zu diesem Denkmal hochladen | Wohnhaus in geschlossener Bebauung                                                                         | Markt 26 (Karte)                                                                         | nach 1850, Kern womöglich älter | Zeittypischer Putzbau mit originalem Portal, baugeschichtliche und städtebauliche Bedeutung. Zweigeschossiger massiver Putzbau, scharrierte Fenstergewände, intaktes Wand-Öffnungs-Verhältnis, vier Achsen, Eingang bekrönt, seitlich mit originalem Kassettentürblatt, profiliertes Traufgesims, Satteldach, Schieferdeckung, drei Gaupen, originale Fenstersprossung (T). | 08991830 |
| Direkt Bild zu diesem Denkmal hochladen | Wohnhaus in geschlossener Bebauung                                                                         | Markt 27 (Karte)                                                                         | nach 1850, Kern womöglich älter | Zeittypischer Putzbau mit schöner, originaler Haustür, baugeschichtliche und städtebauliche Bedeutung. Zweigeschossiger massiver Putzbau, Segmentbogenfenster mit Gewände, originales Türblatt, Traufgesims mit Zahnschnitt, Satteldach mit drei stehenden Gaupen, Schieferdeckung. | 08991831 |
| Direkt Bild zu diesem Denkmal hochladen | Wohnhaus in geschlossener Bebauung                                                                         | Markt 28 (Karte)                                                                         | bez. 1854, Kern womöglich älter | Putzbau mit intaktem Wand-Öffnungs-Verhältnis, baugeschichtlich und städtebaulich von Bedeutung. Zweigeschossiger massiver Putzbau, Fenstergewände, im Obergeschoss Fensterbekrönung, Satteldach, Schieferdeckung, drei Dachliegefenster. | 08991832 |
| Direkt Bild zu diesem Denkmal hochladen | Wohnhaus in offener Bebauung                                                                               | Markt 30 (Karte)                                                                         | 2. Hälfte 19. Jahrhundert, Kern womöglich älter                                                                                    | Stattlicher Putzbau mit intaktem Wand-Öffnungs-Verhältnis und markantem Walmdach, baugeschichtliche und ortshistorische Bedeutung. Zweigeschossiger Bruchsteinbau, Schauseiten verputzt, geglättet, hinten Bogen im Mauerwerk erkennbar, Walmdach, Schieferdeckung, später angefügte Hechtgaupe, ein alter Blitzableiter. | 08991833 |
| Direkt Bild zu diesem Denkmal hochladen | Hotel mit Saalanbau in geschlossener Bebauung                                                              | Markt 177 (Karte)                                                                        | 1655 | Intaktes Wand-Öffnungs-Verhältnis, baugeschichtlich und platzbildprägend von Bedeutung. Zweigeschossiger massiver Putzbau, Fenster mit Pseudosprossung, Hauptgebäude und Tanzsaalanbau mit markantem Knaggen-Traufgesims, Walmdach, Schieferdeckung, überdimensionierte Dachausbauten, Tanzsaal mit den charakteristischen Rundbogenfenstern, Satteldach, Schieferdeckung. | 08991834 |
| Direkt Bild zu diesem Denkmal hochladen | Wohnhaus in halboffener Bebauung und Ecklage                                                               | Markt 180 (Karte)                                                                        | 2. Hälfte 19. Jahrhundert, Kern womöglich älter                                                                                    | Markanter Putzbau mit Walmdach, baugeschichtliche und städtebauliche Bedeutung. Zweigeschossiger massiver Putzbau mit vier Schaufenstern im Erdgeschoss, darüber alte Schrift: „Carl Uhlig und Sohn“. Obergeschoss-Fenster mit echter Sprossung, Walmdach, Schieferdeckung, drei stehende Gaupen. | 08991835 |
| Direkt Bild zu diesem Denkmal hochladen | Wohnhaus in geschlossener Bebauung                                                                         | Markt 181 (Karte)                                                                        | nach 1850, Kern womöglich älter | Baugeschichtliche und städtebauliche Bedeutung. Zweigeschossiger massiver Putzbau, intaktes Wand-Öffnungs-Verhältnis, Fenstergewände, Satteldach, Schieferdeckung, Dachliegefenster. | 08991836 |
|                                         | Wohnhaus in geschlossener Bebauung                                                                         | Markt 182 (Karte)                                                                        | nach 1850, Kern womöglich älter | Zeittypischer Putzbau, baugeschichtliche und städtebauliche Bedeutung. Zweigeschossiger massiver Putzbau mit intaktem Wand-Öffnungs-Verhältnis, Fenstergewände, Satteldach, drei stehende Gaupen, originales Türblatt, Türgewände bekrönt, Zahnschnitt. | 08991837 |
|                                         | Wohnhaus in halboffener Bebauung                                                                           | Markt 183 (Karte)                                                                        | bezeichnet 1849, Kern wohl älter                                                                                                   | Putzbau mit intaktem Wand-Öffnungs-Verhältnis, baugeschichtlich und städtebaulich von Bedeutung. Zweigeschossiger, massiver Putzbau, intaktes Wand-Öffnungs-Verhältnis, T-Fenstersprossung, Gewände wahrscheinlich verloren, Satteldach, Schieferdeckung, fünf stehende Gaupen, Haustür teilweise zugesetzt, bekrönt mit Zahnschnitt. | 08991838 |
| Weitere Bilder                          | Rathaus in geschlossener Bebauung                                                                          | Markt 185 (Karte)                                                                        | nach 1900, Kern womöglich älter | Baugeschichtlich und ortsgeschichtlich von Bedeutung. Dreigeschossiger massiver Putzbau mit echter Fenstersprossung, Fenstergewände, Inschrift „Rathaus“ in zeitgenössischer Typografie, drei große profilierte Dachgaupen, mittlere mit Uhr, Pilastern und Voluten, Eingang neueren Datums. | 08991839 |
|                                         | Wohnhaus in geschlossener Bebauung                                                                         | Markt 186 (Karte)                                                                        | um 1850, Kern wohl älter | Putzbau mit intaktem Wand-Öffnungs-Verhältnis, baudgeschichtlich und städtebaulich von Bedeutung. Zweigeschossiger massiver Putzbau mit intaktem Wand-Öffnungs-Verhältnis, Fenstergewände, bekrönter Eingang mit originalem Türblatt, Satteldach, Schieferdeckung, vier Dachliegefenster. | 08991840 |
| Direkt Bild zu diesem Denkmal hochladen | Wohnhaus in geschlossener Bebauung                                                                         | Markt 188 (Karte)                                                                        | um 1850, Kern wohl älter | Zeittypischer Putzbau, baugeschichtliche und städtebauliche Bedeutung. Zweigeschossiger, massiver Putzbau mit intaktem Wand-Öffnungs-Verhältnis, Fenstergewände, Haustürbereich verändert, Satteldach mit drei stehenden Gaupen, Schieferdeckung. | 08991843 |
| Direkt Bild zu diesem Denkmal hochladen | Ehemaliges Zollhaus                                                                                        | Pleiler Straße 202g (Karte)                                                              | bezeichnet 1898 | Putzbau mit hohem Originalitätsgrad, baugeschichtlich und ortsgeschichtlich von Bedeutung. Eingeschossig mit zweigeschossigem gegiebelten Mittelrisalit, intaktes Wand-Öffnungs-Verhältnis, Fenstergewände, profiliertes Traufgesims, Satteldach, Schieferdeckung, originale stehende Gaupen. | 08991869 |
| Direkt Bild zu diesem Denkmal hochladen | Wohnhaus in offener Bebauung (ohne Anbau)                                                                  | Schlösselstraße 59 (Karte)                                                               | 1875 | Baugeschichtlich von Bedeutung. Zweigeschossiger massiver Putzbau, mit einigen Gliederungselementen, Fenstergewände, Fensterbekrönungen, zum Teil noch alte Galgensprossung, geputzte Ecklisenen, Giebel mit 3er-Bogenfenster und Verbretterung, Dachüberstand. | 08991960 |
|                                         | Wohn- und Verwaltungsgebäude einer Fabrik                                                                  | Schlösselstraße 60b (Karte)                                                              | 2. Hälfte 19. Jahrhundert | Putzbau mit markantem Dachreiter, baugeschichtlich und ortsgeschichtlich von Bedeutung. Zweigeschossiger massiver Putzbau mit Resten der Gestaltung aus der 2. Hälfte 19. Jahrhundert (profiliertes Traufgesims, Putzband), ansonsten der Jahre um 1910: Fensterläden, Walmdach, Schieferdeckung, Dachreiter verschiefert, mit Uhr. Obelisk auf Sockel, Granit Der Name der Ortslage ("Schlössel") geht wohl auf dieses Gebäude zurück. | 08991959 |
| Direkt Bild zu diesem Denkmal hochladen | Garage | Schlösselstraße 65 (bei) (Karte)                                                         | 1930er Jahre | Mit zeitgenössischen Einflüssen des Heimatstils, baugeschichtlich von Bedeutung. Granit-Mauerwerk, breit verfugt, fünf originale Holztore. | 08992046 |
|                                         | Wohnhaus in offener Bebauung und Garage                                                                    | Schlösselstraße 65c (Karte)                                                              | 1938 | Holzbauweise in zeitgenössischem Heimatstil, baugeschichtlich von Bedeutung. Erdgeschoss massiv, Obergeschoss verbrettert, verzierte Fensterläden, Satteldach mit Gaupe und Schieferdeckung, originale Fenstersprossung. | 08992047 |
| Direkt Bild zu diesem Denkmal hochladen | Transformatorenhaus, ehemaliges Feuerwehrgebäude (Nr. 225) und Nebengebäude (Nr. 225d)                     | Zechensteig 225; 225d; 225b (gegenüber) (Karte)                                          | 1925 | Feuerwehrgebäude mit verbrettertem Obergeschoss, Transformatorenhaus mit neoklassizistischen Elementen, Nebengebäude kleiner Ziegelsteinbau, baugeschichtlich und technikgeschichtlich von Bedeutung. - Transformatorenhaus: Turmartiger Putzbau mit Ecklisenen, - Ehemalige Feuerwehr (Verwaltungsgebäude): Erdgeschoss massiv, mit zwei einstöckigen Auskragungen, Fenster mit Pseudosprossung, von Dreiecksgiebel bekrönt, Eingang verändert, Obergeschoss verbrettert, intaktes Wand-Öffnungs-Verhältnis, Fensterläden, Walmdach mit großen liegenden Gaupen, Schieferdeckung, - Nebengebäude: Zweigeschossig, mit dem Original nachempfundener neuer Fenstersprossung, Satteldach, Gurtgesims, Segmentbogen.                                                         | 08991867 |
| Direkt Bild zu diesem Denkmal hochladen | Fabrikantenvilla                                                                                           | Zechensteig 225b (Karte)                                                                 | um 1930 | Einflüsse sowohl des Schweizerstils als auch der Moderne, baugeschichtlich von Bedeutung. Vorderer Teil ein- bis zweigeschossig mit Fensterläden, Dachüberstand, weitgehend originale Sprossung, turmartiger Anbau in modernem Stil. | 08992054 |

## Grumbach
| Bild                                    | Bezeichnung                                                                  | Lage                         | Datierung | Beschreibung | ID       |
| --------------------------------------- | ---------------------------------------------------------------------------- | ---------------------------- | --- | --- | -------- |
| Weitere Bilder                          | St. Margarethenkirche mit Ausstattung, Kirchhof und Einfriedung, Glockenhaus | Hauptstraße (Karte)          | 15. Jahrhundert (Kirche); um 1500 (Einzelfigur); Mitte 17. Jahrhundert (Kanzel); bezeichnet mit 1676 (Kanzelaltar); 1922/1924 (Kirchenfenster) | Saalkirche mit markantem Dachreiter mit Haube, bau- und ortsgeschichtlich von Bedeutung. - Saalkirche: Verputzter Bruchsteinbau, Chor mit 3/8-Schluss und Strebepfeilern, Dachreiter mit Haube und Spitze, - Glockenhaus: Bruchsteinbau mit hohem Satteldach mit Schleppgaube, im Giebel Drillingsfenster, - Einfriedungsmauer aus Bruchstein.                                                                                            | 08992024 |
|                                         | Denkmal für die Gefallenen des Ersten Weltkrieges                            | Hauptstraße (Karte)          | Nach 1918 | Ortsgeschichtlich von Bedeutung, runder Bau mit Kuppel an der äußeren Kirchhofsmauer, mit Sockel und drei Inschrifttafeln | 09307433 |
| Direkt Bild zu diesem Denkmal hochladen | Wohnstallhaus                                                                | Hauptstraße 6 (Karte)        | vermutlich um 1700 | Obergeschoss Fachwerk, trotz einiger Eingriffe in die Konstruktion bauliches Zeugnis der ältesten noch erhaltenen Generation regionaltypischer Holzbauweise, baugeschichtlich und hausgeschichtlich von Bedeutung. Erdgeschoss massiv, Fachwerk-Obergeschoss teils verbrettert, einige liegende Fenster, integrierter Scheunenteil, großes Satteldach, Schieferdeckung.                                                                   | 08992030 |
| Direkt Bild zu diesem Denkmal hochladen | Wohnhaus                                                                     | Hauptstraße 11 (Karte)       | um 1800, womöglich davor | Obergeschoss Fachwerk, authentisch, baugeschichtliche Relevanz. Erdgeschoss massiv (Feldstein), Fenstergewände, Fachwerk-Konstruktion im Obergeschoss intakt, Giebel verbrettert, Satteldach. | 08992029 |
| Direkt Bild zu diesem Denkmal hochladen | Ehemaliges Wohnstallhaus                                                     | Hauptstraße 17 (Karte)       | 18. Jahrhundert | Obergeschoss Fachwerk, baugeschichtliche Bedeutung. Erdgeschoss massiv, Obergeschoss-Fenster originale Größe, Fachwerk-Verkleidung, Satteldach, Schieferdeckung. | 08992028 |
| Weitere Bilder                          | Schule (ohne hinteren Anbau)                                                 | Hauptstraße 27 (Karte)       | 1884 | Putzbau mit zeitgenössischem Ornament, baugeschichtliche und ortsgeschichtliche Relevanz. Zweigeschossiger massiver Putzbau mit überstehendem Satteldach (Schieferdeckung, vier stehende Gaupen), profilierte Fenstergewände, Pseudo-T-Sprossung, Giebel mit Drillings-Bogenfenster. | 08992027 |
|                                         | Pfarrhaus                                                                    | Hauptstraße 33 (Karte)       | bezeichnet Sockelstein 1863 | Schlichter Putzbau mit Satteldach, ortsgeschichtliche und baugeschichtliche Bedeutung. Zweigeschossiger massiver Putzbau mit intaktem Wand-Öffnungs-Verhältnis, Satteldach, vereinfachte Sprossenfenster. | 08992026 |
| Direkt Bild zu diesem Denkmal hochladen | Ehemaliges Wohnstallhaus                                                     | Hauptstraße 40 (Karte)       | Kern wohl 18. Jahrhundert | Obergeschoss Fachwerk verbrettert, Konstruktion weitgehend erhalten, daher baugeschichtlich von Bedeutung. Erdgeschoss massiv, Fachwerk im Obergeschoss verbrettert, teilweise neue Fenstersprossung, weitgehend intaktes Wand-Öffnungs-Verhältnis, Satteldach mit Schleppgaupen-Ausbau. | 08992023 |
| Direkt Bild zu diesem Denkmal hochladen | Wohnhaus                                                                     | Hauptstraße 48 (Karte)       | nach 1700 | Obergeschoss Fachwerk, ältere Generation regionaltypischer Holzbauweise, baugeschichtlich und hausgeschichtlich von Bedeutung. Erdgeschoss massiv, verändert, Obergeschoss mit intaktem Wand-Öffnungs-Verhältnis, Verbretterung, steiles Satteldach. | 08992022 |
| Direkt Bild zu diesem Denkmal hochladen | Wohnstallhaus mit integriertem Scheunenteil                                  | Hauptstraße 51 (Karte)       | Ende 18. Jahrhundert | Obergeschoss Fachwerk, in seiner Ursprünglichkeit erhalten, baugeschichtlich und ortsbildprägend von Bedeutung. Erdgeschoss massiv, Stallteil klar erkennbar, Obergeschoss mit intaktem Wand-Öffnungs-Verhältnis, Satteldach, Giebelverbretterung. | 08992021 |
| Direkt Bild zu diesem Denkmal hochladen | Wohnhaus                                                                     | Hauptstraße 61 (Karte)       | 1. Hälfte 19. Jahrhundert, womöglich älter | Obergeschoss-Fachwerk weitgehend ursprünglich erhalten, baugeschichtliche Relevanz. Erdgeschoss massiv, Obergeschoss-Fenster originale Größe, Satteldach. | 08992015 |
| Direkt Bild zu diesem Denkmal hochladen | Wohnhaus                                                                     | Hauptstraße 64 (Karte)       | um 1700 | Hakengrundriss, Obergeschoss Fachwerk, hochgradig ursprünglich erhalten, baugeschichtlich, hausgeschichtlich und sozialgeschichtlich von Bedeutung. Erdgeschoss massiv, Feldstein, zum Teil mit Ziegeln geflickt, Obergeschoss-Fenster originale Größe, Schieferdeckung. | 08992016 |
| Direkt Bild zu diesem Denkmal hochladen | Wohnstallhaus und Scheune eines Bauernhofes                                  | Hauptstraße 72 (Karte)       | um 1700 | Wohnstallhaus Obergeschoss Fachwerk, baugeschichtlich, hausgeschichtlich und ortsbildprägend von Bedeutung. - Wohnstallhaus: Erdgeschoss massiv, hinten ganzes Gebäude massiv ersetzt, teilweise Eingriffe in das Obergeschoss-Fachwerk (liegende Fenster), in die Tiefe gehender Baukörper, steiles Satteldach mit Aufschieblingen, - Scheune: Holzkonstruktion.                                                                         | 08992017 |
| Direkt Bild zu diesem Denkmal hochladen | Häuslerhaus                                                                  | Hauptstraße 73 (Karte)       | 18. Jahrhundert | Obergeschoss Fachwerk, Andreaskreuze, weitgehend authentisch, baugeschichtlich und ortsbildprägend von Bedeutung. Erdgeschoss massiv, Obergeschoss-Fenster originale Größe, eine Giebelseite verputzt, steiles kleines Kehlbalken-Satteldach. | 08992018 |
| Direkt Bild zu diesem Denkmal hochladen | Wohnhaus                                                                     | Hauptstraße 74 (Karte)       | um 1800 | Obergeschoss Fachwerk verkleidet, weitgehend ursprüngliche Konstruktion, baugeschichtlich von Bedeutung. Erdgeschoss massiv, Obergeschoss-Fenster weitgehend originale Größe, Satteldach, Schieferdeckung. | 08992019 |
| Direkt Bild zu diesem Denkmal hochladen | Wohnstallhaus                                                                | Jöhstädter Straße 8 (Karte)  | bezeichnet 1787 | Obergeschoss Fachwerk, in seiner Ursprünglichkeit erhalten, baugeschichtlich und ortsbildprägend von Bedeutung. Erdgeschoss massiv, Fachwerk-Obergeschoss mit intaktem Wand-Öffnungs-Verhältnis, steiles Satteldach. | 08992033 |
| Direkt Bild zu diesem Denkmal hochladen | Wohnstallhaus                                                                | Jöhstädter Straße 9 (Karte)  | um 1900 | Obergeschoss Fachwerk, authentisches Beispiel der Spätphase regionaltypischer Holzbauweise, baugeschichtlich von Bedeutung. Erdgeschoss massiv, mit profilierten Fenstergewänden, Obergeschoss mit intakter Konstruktion, Satteldach mit Überstand. | 08992034 |
| Weitere Bilder                          | Ehemaliges Wohnmühlenhaus                                                    | Jöhstädter Straße 19 (Karte) | Türstock bezeichnet 1812 | Obergeschoss massiv mit Verbretterung, ortsgeschichtliche und baugeschichtliche Bedeutung. Erdgeschoss massiv, Obergeschoss-Fenster weitgehend originale Größe, Verbretterung, Satteldach, Schieferdeckung, Türgewände mit segmentbogigem Abschluss und Schlussstein, darin Mühlenwappen. In den 1920er Jahren zum Schullandheim umgebaut, von daher noch Innenausstattung (zum Beispiel Paneele) erhalten, Stuckdecke bezeichnet „1812“. | 08992048 |
| Direkt Bild zu diesem Denkmal hochladen | Wohnhaus                                                                     | Mittelweg 14 (Karte)         | nach 1800 | Obergeschoss Fachwerk, mit erhaltener Konstruktion, baugeschichtlich von Bedeutung. Erdgeschoss massiv, geglättet, Obergeschoss-Fenster weitgehend originale Größe, Verbretterung zu schmal, Satteldach. | 08992035 |
| Direkt Bild zu diesem Denkmal hochladen | Wohnstallhaus                                                                | Mühlenweg 4 (Karte)          | 18. Jahrhundert | Obergeschoss Fachwerk, verbrettert, Konstruktion erhalten, baugeschichtlich von Bedeutung. Erdgeschoss massiv, geglättet, Verbretterung nur zum Teil, regionaltypisch (Giebel), steiles Satteldach, Gaupen-Ausbau, ohne Scheunenanbau. | 08992020 |
| Direkt Bild zu diesem Denkmal hochladen | Ehemaliges Huthaus                                                           | Mühlenweg 10 (Karte)         | wahrscheinlich 18. Jahrhundert | Von bergbaugeschichtlicher und ortsgeschichtlicher Bedeutung. Eingeschossiger massiver Putzbau mit steilem Satteldach, Giebel verschindelt, weitgehend ursprüngliches Wand-Öffnungs-Verhältnis. | 08992053 |
| Direkt Bild zu diesem Denkmal hochladen | Wohnhaus                                                                     | Mühlenweg 13a (Karte)        | vor 1900 | Womöglich Auszugshaus, Zusammenhang mit der Dorfmühle, Obergeschoss Fachwerk, authentisch, baugeschichtlich von Bedeutung. Erdgeschoss massiv, beide Geschosse intaktes Wand-Öffnungs-Verhältnis, originale Fenster, Satteldach. | 08992014 |
| Direkt Bild zu diesem Denkmal hochladen | Wohnmühlenhaus mit zwei Nebengebäuden und Sandsteintrog                      | Mühlenweg 14 (Karte)         | 18. Jahrhundert, womöglich noch älter | Obergeschoss Fachwerk, weitgehend ursprünglich erhalten, baugeschichtlich und ortsgeschichtlich von Bedeutung. Erdgeschoss massiv, Obergeschoss-Fenster originale Größe, Fachwerk zum Teil mit regionaltypischen Rautenformen, Satteldach, Kaltdach mit liegendem Stuhl. Im Giebel einige Fenstervergrößerungen, ehemalige Wassermühle.                                                                                                   | 08992013 |
| Direkt Bild zu diesem Denkmal hochladen | Wohnstallhaus                                                                | Oberer Weg 2 (Karte)         | vor 1800 | Obergeschoss Fachwerk, hochgradig ursprünglich erhalten, baugeschichtliche Bedeutung. Erdgeschoss massiv, wahrscheinlich Bruchstein, Winterfenster, Fachwerk-Konstruktion intakt, steiles Satteldach, Schieferdeckung. | 08992032 |

## Neugrumbach
| Bild                                    | Bezeichnung   | Lage                         | Datierung                                | Beschreibung | ID       |
| --------------------------------------- | ------------- | ---------------------------- | ---------------------------------------- | --- | -------- |
| Direkt Bild zu diesem Denkmal hochladen | Wohnstallhaus | Mildenauer Straße 4 (Karte)  | wahrscheinlich 1. Hälfte 19. Jahrhundert | Obergeschoss Fachwerk, Zeugnis regionaltypischer Holzbauweise, baugeschichtlich von Bedeutung. Erdgeschoss massiv, Fachwerk verbrettert, Fenstergrößen weitgehend ursprünglich, Satteldach.                                       | 08992044 |
| Direkt Bild zu diesem Denkmal hochladen | Wohnstallhaus | Mildenauer Straße 9 (Karte)  | um 1850                                  | Obergeschoss Fachwerk, Konstruktion erhalten, einfaches Beispiel regionaltypischer Holzbauweise, baugeschichtlich von Bedeutung. Erdgeschoss massiv, Stallteil erkennbar, Wand-Öffnungs-Verhältnis weitgehend intakt, Satteldach. | 08992041 |
| Direkt Bild zu diesem Denkmal hochladen | Wohnstallhaus | Mildenauer Straße 10 (Karte) | 1. Hälfte 19. Jahrhundert                | Obergeschoss Fachwerk, Konstruktion erhalten, einfaches Beispiel regionaltypischer Holzbauweise, baugeschichtlich von Bedeutung. Erdgeschoss massiv, Wand-Öffnungs-Verhältnis intakt, Satteldach.                                 | 08992042 |
| Direkt Bild zu diesem Denkmal hochladen | Wohnhaus      | Mildenauer Straße 27 (Karte) | 1. Hälfte 19. Jahrhundert                | Obergeschoss Fachwerk, einfaches Beispiel regionaltypischer Holzbauweise, baugeschichtlich von Bedeutung. Erdgeschoss massiv, Wand-Öffnungs-Verhältnis im Obergeschoss weitgehend intakt, Satteldach, Schieferdeckung.            | 08992039 |
| Direkt Bild zu diesem Denkmal hochladen | Wohnhaus      | Mildenauer Straße 43 (Karte) | 1. Hälfte 19. Jahrhundert                | Obergeschoss Fachwerk, Holzkonstruktion intakt, baugeschichtliche Bedeutung. Erdgeschoss massiv, Fenster Obergeschoss originale Größe, zahlreiche Fachwerk-Streben, Satteldach, Schieferdeckung.                                  | 08992037 |
| Direkt Bild zu diesem Denkmal hochladen | Wohnhaus      | Mildenauer Straße 44 (Karte) | um 1850                                  | Obergeschoss Fachwerk, Konstruktion intakt, einfaches Beispiel regionaltypischer Holzbauweise, baugeschichtlich von Bedeutung. Erdgeschoss massiv, Fenster Obergeschoss originale Größe, regelmäßiges Satteldach.                 | 08992038 |

## Oberschmiedeberg
| Bild                                    | Bezeichnung                                                     | Lage                 | Datierung                  | Beschreibung | ID       |
| --------------------------------------- | --------------------------------------------------------------- | -------------------- | -------------------------- | --- | -------- |
| Direkt Bild zu diesem Denkmal hochladen | Denkmal für die Gefallenen des Ersten Weltkrieges               | (Karte)              | nach 1918 (Kriegerdenkmal) | Porphyrstein, ortsgeschichtlich von Bedeutung. Mit Aufschrift und Helm. | 08991974 |
|                                         | Empfangsgebäude des ehemaligen Haltepunktes der Preßnitztalbahn | Talstraße (Karte)    | 1892 (Empfangsgebäude)     | Esenbahngeschichtlich von Bedeutung. Eingeschossiger Bruchsteinbau rot, mit flachem Satteldach (überstehend). | 08991971 |
| Direkt Bild zu diesem Denkmal hochladen | Wohnhaus                                                        | Talstraße 3 (Karte)  | bezeichnet 1912            | Klinkerbau mit späthistoristischer Fassade, weitgehend ursprünglich, baugeschichtlich von Bedeutung. Eineinhalbgeschossiger Klinkerbau rot mit Sandstein-Dekorelementen, gegiebelter Mittelrisalit mit floraler Bekrönung, Mansarddach, Schieferdeckung.                                                     | 08991972 |
| Direkt Bild zu diesem Denkmal hochladen | Wohnhaus und zwei Seitengebäude eines ehemaligen Bauernhofes    | Talstraße 11 (Karte) | um 1800                    | Von baugeschichtlicher und ortsgeschichtlicher Bedeutung. Wohnhaus massiv, zweigeschossig, weitgehend ursprünglich erhalten, steiles Krüppelwalmdach mit zwei Hechten, Schieferdeckung, in Längsachse anschließend Fachwerkscheune, parallel zur Straße lang gestreckte massive Scheune mit Krüppelwalmdach. | 08991973 |

## Schmalzgrube
| Bild                                    | Bezeichnung                                                     | Lage                               | Datierung                   | Beschreibung | ID       |
| --------------------------------------- | --------------------------------------------------------------- | ---------------------------------- | --------------------------- | --- | -------- |
| Direkt Bild zu diesem Denkmal hochladen | Denkmal für die Gefallenen des Ersten Weltkrieges               | Alte Grumbacher Straße (Karte)     | nach 1918 (Kriegerdenkmal)  | Stele mit Schriftfeld auf Sockel, ortsgeschichtlich von Bedeutung. | 08991868 |
|                                         | Wohnstallhaus mit Scheunenanbau                                 | Alte Grumbacher Straße 1 (Karte)   | 18. Jahrhundert oder älter  | Obergeschoss Fachwerk mit konstruktiven Besonderheiten, zum Teil mit ebenfalls schon historischem Dachausbau, baugeschichtliche Bedeutung. - Wohnstallhaus: Erdgeschoss massiv, verändert, aber Obergeschoss-Konstruktion weitgehend intakt, steiles Satteldach, hier später eingebautes Dachhaus mit Krantür, Fachwerk des Wohnstallhauses unter anderem mit Rauten - Scheune: Verbrettert. | 08991966 |
| Direkt Bild zu diesem Denkmal hochladen | Wohnhaus eines ehemaligen Mühlenanwesens                        | Am Hammerwerk 5 (Karte)            | 1907 laut Auskunft          | Putzbau mit Fachwerkelementen, baugeschichtlich und ortsgeschichtlich von Bedeutung. Zweigeschossiger, massiver Putzbau, intaktes Wand-Öffnungs-Verhältnis, Giebel mit Zierfachwerk, Haustür innen mit kunstvoller floraler Profilierung, Fenster innen mit Segmentbogen, Erbauer ist Arthur Lorenz. | 08991962 |
| Weitere Bilder                          | Herrenhaus und Hochofen eines ehemaligen Hammerwerkes           | Am Hammerwerk 6 (Karte)            | 1766                        | Herrenhaus reizvoller Barockbau mit charakteristischem Mansardwalmdach, ortsgeschichtliche, technikgeschichtliche und besondere baugeschichtliche Bedeutung. - Herrenhaus: Zweigeschossiger massiver Bau mit Kellenputz mit korbbogigem Eingang in der Mittelachse, intaktes Wand-Öffnungs-Verhältnis, Fenstergewände, ursprünglich gesprosste Kastenfenster, altes Füllungstürblatt, zwei vergoldete Löwen supra porte, schlankes schiefergedecktes Mansarddach mit fünf kleinen stehenden Gaupen, Dachreiter mit Uhr, - Hochofen (Flst. 112/1): Bruchstein, 8 Meter hoch, für Holzkohlebetrieb. Hammerbetrieb seit 1402. | 08991963 |
| Direkt Bild zu diesem Denkmal hochladen | Ehemaliges Huthaus                                              | Floßzechenweg 1 (Karte)            | wahrscheinlich vor 1800     | Eingeschossiger Bruchsteinbau, baugeschichtlich, ortsgeschichtlich und technikgeschichtlich von Bedeutung. Eingeschossiges massives Gebäude mit steilem Satteldach, historische Dreiteilung des Grundrisses. | 08991955 |
| Direkt Bild zu diesem Denkmal hochladen | Wohnstallhaus eines ehemaligen Gutes                            | Hauptstraße 3 (Karte)              | Kern 18. Jahrhundert        | Trotz Veränderungen baugeschichtliche und ortsgeschichtliche Bedeutung. - Zweigeschossiger massiver Putzbau, zirka 50 Meter lang, an beiden Enden drei bzw. vier Achsen (Langseite), Wohnausbau, - Wirtschaftsteil Mitte stark verändert, Krüppelwalmdach großteils Schieferdeckung, zum Teil Porphyr-Fenstergewände, von August Heyn erbaut. - Kellertonne zirka 8 Meter mal 5 Meter, Bruchstein; - Hammergutshauswände 80 Zentimeter, zum Teil mit Bögen hinter geraden Stützmauern, Dachstuhl Kehlbalken mit Unterzug, doppelt stehend, im Mittelteil Gewölbe, wahrscheinlich Kappe.                                    | 08992050 |
| Direkt Bild zu diesem Denkmal hochladen | Transformatorenhäuschen                                         | Hauptstraße 11 (bei) (Karte)       | um 1920                     | Technikgeschichtliche Bedeutung. Verputzter Backstein, Sockelgeschoss, darüber (verjüngt) Aufbau mit Blendbögen, Satteldach, Schieferdeckung. | 08991940 |
|                                         | Empfangsgebäude des ehemaligen Haltepunktes der Preßnitztalbahn | Hauptstraße 14 (gegenüber) (Karte) | 1892 (Empfangsgebäude)      | Eisenbahngeschichtlich von Bedeutung. | 08991952 |
| Direkt Bild zu diesem Denkmal hochladen | Wohnhaus in Ecklage                                             | Hauptstraße 24 (Karte)             | 1890                        | Putzbau mit Einflüssen des Schweizerstils im Dachbereich, baugeschichtliche und womöglich ortsgeschichtliche (Zolleinnahme) Bedeutung. Eineinhalbgeschossiger massiver Putzbau mit Putzgliederung, Fenstergewände, Winterfenster, hölzernes Eingangshäuschen, mehrere Giebel, Dachüberstand, stehende Gaupen. | 08991965 |
| Direkt Bild zu diesem Denkmal hochladen | Zwei Zollhäuser, Garage und Einfriedung                         | Hauptstraße 45; 47 (Karte)         | 1930er Jahre                | Mit Einflüssen des zeitgenössischen Heimatstils, ursprünglich erhalten mit Garage, Zeugnis einheitlicher Planung, baugeschichtlich und ortsgeschichtlich von Bedeutung. Zwei eingeschossige massive Gebäude mit intaktem Wand-Öffnungs-Verhältnis, Giebel mit Holzschindelverkleidung, originales Fischgrät-Türblatt, ein Haus mit Fensterläden und originaler Fenstersprossung, das andere ohne Sprossung, ohne Läden und mit veränderter Farbe, beide Gebäude mit Satteldach und Schleppgaupe, Garage in vergleichbarer Gestaltung zwischen den Gebäuden, mauergefasste Einfahrt.                                        | 08991964 |
| Direkt Bild zu diesem Denkmal hochladen | Schulgebäude                                                    | Schulberg 7 (Karte)                | Wetterfahne bezeichnet 1922 | Obergeschoss Fachwerk verbrettert, zentraler Fachwerkgiebel sowie Dachreiter, ortshistorische und bauhistorische Bedeutung. Erdgeschoss massiv, hölzernes Eingangshäuschen, Fenster Obergeschoss originale Größe, alte Sprossung, Satteldach, Dachreiter mit Wetterfahne, Glocke nicht mehr vorhanden. | 08991968 |
| Direkt Bild zu diesem Denkmal hochladen | Fabrikantenwohnhaus                                             | Schulberg 8 (Karte)                | 1935                        | Holzhaus, weitgehend ursprünglich erhaltener Wohnbau in Fertigteilbauweise, daher baugeschichtlich von Bedeutung. Holzverbretterung quer, Satteldach mit Schieferdeckung, intaktes Wand-Öffnungs-Verhältnis. | 08991967 |
| Direkt Bild zu diesem Denkmal hochladen | Wohnhaus                                                        | Schulberg 13 (Karte)               | 1875                        | Obergeschoss Fachwerk, Konstruktion erhalten, baugeschichtliche Bedeutung. Erdgeschoss massiv, Fenster Obergeschoss weitgehend originale Größe, Krüppelwalmdach. | 08991969 |
| Direkt Bild zu diesem Denkmal hochladen | Wohnhaus                                                        | Schulberg 15 (Karte)               | 1. Hälfte 19. Jahrhundert   | Regionaltypischer Fachwerkbau, baugeschichtlich von Bedeutung. Erdgeschoss stark verändert, Obergeschoss – Verkleidung mit Kunstschiefer, Fenster Obergeschoss originale Größe, Satteldach, Schieferdeckung. | 08991970 |

## Steinbach
| Bild                                    | Bezeichnung | Lage                                      | Datierung                                        | Beschreibung | ID       |
| --------------------------------------- | --- | ----------------------------------------- | ------------------------------------------------ | --- | -------- |
| Weitere Bilder                          | Stolln | (Karte)                                   | 1748                                             | Große historische Bedeutung als Zeugnis des erzgebirgischen Altbergbaus. Denkmaltext: „Andreas Gegentrum“: Erste Erwähnung 1748, in Betrieb bis 1873 (neu aufgenommen 1863), rundbogiges Mundloch mit neuerem Schlussstein (Original am Einfamilienhaus in Annaberg, Hüttengrund 18). Am Anfang des aufgefahrenen Ganges mit dem Namen „Schwarzer Flacher“ (vorgetrieben bis 1807, noch 300 Meter bis Verbruch erhalten) befinden sich zwei gemauerte Bögen (1884) zum Abstützen, die entgegengesetzt in den Felsen verlaufen. Im weiteren Verlauf des Stollens findet man Schlägelarbeiten vom Anbruch des Stollens und auf Absätzen Stempellöcher für Holzstempel zur Befestigung. Die ehemalige Radstubendecke ist verbrochen. Zwei weitere (Blind-)Gänge führen vom „Schwarzer Flacher“ ab, der „Zweifler-Spat“ und der „Gottbeschert-Glück-Spat“ (aufgefahren 1806–1870). Am „Zweifler-Spat“ befindet sich ein 108 Meter tiefer Schacht für drei Sohlen (vollgelaufen), am Anfang des Ganges Inschrift „1950“, daneben ein Messpunkt von 1795 mit dem in ein Loch gesetzten Holzkeil, der die Bogenschnur für den Meßwinkel hielt. „Friedliebende Nachbarschaft“: erwähnt 1753, gelegen im Grubenfeld des „Andreas Gegentrum“, verläuft zirka 100 Meter bis zum Verbindungsstollen „Andreas Hoffnungsmorgengang“, neu gemauertes Mundloch. Außerhalb der Stollen Kunstgraben, große historische Bedeutung als Zeugnis des erzgebirgischen Altbergbaus | 08992052 |
| Direkt Bild zu diesem Denkmal hochladen | Gedenkstein für 26 KZ-Häftlinge | Alte Steinbacher Straße/Ulanenweg (Karte) | 1950 (Gedenkstein)                               | Ortsgeschichtlich von Bedeutung. Im April 1945 ermordet – OdF-Gedenkstätte Im Frühjahr 1945 wurde bei Steinhübel ein Eisenbahntransport mit KZ-Häftlingen, darunter viele Sowjetbürger, bombardiert. Dabei gelang es einigen Häftlingen, in die umliegenden Wälder zu fliehen. Bis auf einen Häftling, der von einem neunjährigen deutschen Jungen heimlich Kleidung und Nahrung erhielt, wurden alle Geflohenen wieder eingefangen und erschossen. Sie ruhen in einem Gemeinschaftsgrab. Auf dem Grab Gedenkstein mit ehrendem Text. Davor Tafel mit Angaben über Zahl der Toten und Todesdatum. Material: Findling, Höhe zirka 150 Zentimeter, Tafel – Marmor errichtet: - 1. – 1950 - 2. – 1965 / Tafel. | 08992011 |
| Direkt Bild zu diesem Denkmal hochladen | Gedenkstein | (Karte)                                   | um 1910                                          | Ortsgeschichtlich von Bedeutung. Findling mit Eisernem Kreuz. | 08992051 |
|                                         | Ehemaliges Bahnhofshotel | Bahnhofstraße 1 (Karte)                   | Ende 19. Jahrhundert                             | Putzbau mit übergiebeltem Mittelrisalit, baugeschichtliche und ortsgeschichtliche Bedeutung. Zweigeschossiger massiver Putzbau, Gurtgesims, Eckquaderung, profilierte Fenstergewände, gegiebelter Mittelrisalit, Dachüberstände, altes Türblatt. | 08992001 |
| Weitere Bilder                          | Bahnhofsvorsteherwohnhaus, Güterschuppen mit Schalterraum und Fahrkartenverkauf sowie Stellwerk mit Wasserkran des Bahnhofs Steinbach | Bahnhofstraße 3 (Karte)                   | 1892                                             | Eisenbahngeschichtlich, ortsgeschichtlich und technikgeschichtlich von Bedeutung. Rote Backsteinarchitektur, teils mit Fachwerk, teils mit gelbem Klinker abgesetzt. | 08992002 |
| Direkt Bild zu diesem Denkmal hochladen | Kilometerstein | Hauptstraße (Karte)                       | 19. Jahrhundert                                  | Verkehrsgeschichtlich von Bedeutung. Sandstein, zirka 60 Zentimeter hoch, runder Abschluss, Inschrift „Annaberg 15,5 km“, möglicherweise umgearbeiteter Meilenstein. | 08992003 |
| Direkt Bild zu diesem Denkmal hochladen | Forsthaus | Hauptstraße 1 (Karte)                     | bezeichnet 1623                                  | Breit gelagerter Putzbau mit Krüppelwalmdach, von ortsgeschichtlicher sowie besonderer baugeschichtlicher und hausgeschichtlicher Bedeutung. Breit gelagerter massiver Baukörper mit steilem Krüppelwalmdach, Fenstergewände, zum Teil mit sehr alten Fenstern, Wohnungstüren zum Tril an die 200 Jahre alt, im Erdgeschoss Stichkappengewölbe, Haustürblätter (2) 1920er Jahre. | 08992012 |
| Direkt Bild zu diesem Denkmal hochladen | Wohnstallhaus und Scheune eines Zweiseithofes                                                                                         | Hauptstraße 20 (Karte)                    | 1. Hälfte 19. Jahrhundert                        | Wohnstallhaus Obergeschoss Fachwerk, baugeschichtlich und ortsbildprägend von Bedeutung. Erdgeschoss massiv, Fachwerk-Obergeschoss zum Teil massiv ersetzt, Stall wohl noch vorhanden, im Sicht-Fachwerk regionaltypische Rauten, Giebelverbretterung, Satteldach, Scheune von fast gleichem Volumen, Holzkonstruktion. | 08992009 |
| Direkt Bild zu diesem Denkmal hochladen | Wohnhaus | Hauptstraße 22 (Karte)                    | 1. Hälfte 19. Jahrhundert, Kern vermutlich älter | Obergeschoss Fachwerk, baugeschichtlich und ortsbildprägend von Bedeutung. Erdgeschoss massiv, mit zum Teil vergrößerten Öffnungen, Fachwerkkonstruktion wohl weitgehend intakt, steiles Satteldach. | 08992004 |
| Direkt Bild zu diesem Denkmal hochladen | Wohnhaus | Hauptstraße 27 (Karte)                    | 1. Hälfte 19. Jahrhundert, Kern vielleicht älter | Obergeschoss Fachwerk, baugeschichtlich und ortsbildprägend von Bedeutung. Erdgeschoss massiv, eventuell unterfahren, Obergeschoss-Fenster originale Größe, steiles Satteldach, ein Giebel verschiefert. | 08992007 |
|                                         | Bruchstein-Bogenbrücke | Hauptstraße 36 (bei) (Karte)              | 1839                                             | Baugeschichtlich und straßenbildprägend von Bedeutung. | 08991987 |
| Direkt Bild zu diesem Denkmal hochladen | Wohnhaus | Hauptstraße 37 (Karte)                    | Fachwerk nach 1850, Kern älter                   | Obergeschoss Fachwerk, baugeschichtliche Bedeutung. Erdgeschoss massiv, mit vergrößerten Öffnungen, Obergeschoss Fachwerk (wohl aus der Spätphase des Fachwerkbaus), authentisch, Dachstuhl (Satteldach) vermutlich 18. Jahrhundert | 08992008 |
| Direkt Bild zu diesem Denkmal hochladen | Wohnhaus | Hauptstraße 47 (Karte)                    | 1. Hälfte 19. Jahrhundert, Kern vermutlich älter | Obergeschoss Fachwerk verbrettert, mit erhaltener Konstruktion, baugeschichtlich von Bedeutung. Erdgeschoss massiv, stark verändert, aber Obergeschoss-Konstruktion intakt, Satteldach, Schieferdeckung, womöglich ursprünglich Block-Erdgeschoss. | 08992005 |
| Direkt Bild zu diesem Denkmal hochladen | Wohnhaus | Hauptstraße 48 (Karte)                    | 2. Hälfte 18. Jahrhundert                        | Obergeschoss Fachwerk verkleidet, trotz Veränderungen an den Giebelseiten baugeschichtlich von Bedeutung. Erdgeschoss verändert, aber Holzkonstruktion von Obergeschoss und Dachstuhl weitgehend noch intakt, vergrößerte Fenster an den Giebelseiten, steiles Satteldach. | 08991981 |
| Direkt Bild zu diesem Denkmal hochladen | Häuslerhaus | Hauptstraße 49 (Karte)                    | Schwelle bezeichnet 1696                         | Obergeschoss Fachwerk, Konstruktion erhalten, baugeschichtlich und hausgeschichtlich von Bedeutung. Erdgeschoss massiv, womöglich einst unterfahren, Fachwerk mit dicken Balken, einriegelig, Fenster Obergeschoss originale Größe, steiles Satteldach mit Aufschieblingen. | 08992006 |
| Direkt Bild zu diesem Denkmal hochladen | Wohnhaus | Hauptstraße 57 (Karte)                    | vermutlich vor 1750                              | Obergeschoss Fachwerk, breit lagernd, besonders signifikantes Beispiel regionaltypischer Holzbauweisebaugeschichtlich und ortsbildprägend von Bedeutung. Erdgeschoss massiv, sehr geglättet, Obergeschoss-Fenster originale Größe, Fachwerk zweiriegelig, Kunststoffsprossung, steiles Satteldach mit Aufschieblingen, altdeutsche Schieferdeckung, drei kleine stehende Gaupen, eine Giebelseite massiv, die andere verbrettert, mit etwas vergrößerter Öffnung. | 08992010 |
|                                         | Gasthaus | Hauptstraße 83 (Karte)                    | 1840                                             | Obergeschoss Fachwerk, markanter Baukörper, steiles Krüppelwalmdach, baugeschichtlich, ortsgeschichtlich und ortsbildprägend von Bedeutung. | 08991984 |
| Direkt Bild zu diesem Denkmal hochladen | Wohnhaus | Hauptstraße 87 (Karte)                    | 1. Hälfte 19. Jahrhundert                        | Putzbau mit gut erhaltenen Proportionen, baugeschichtliche Bedeutung. Zweigeschossig massiver Putzbau mit steilem Krüppelwalmdach, im 19. Jahrhundert womöglich massiv gestaltet, vielleicht ursprünglich Fachwerk-Obergeschoss, beide Geschosse Fenstergewände, Krüppelwalmdach mit drei kleinen steilen Gaupen. | 08991985 |
| Direkt Bild zu diesem Denkmal hochladen | Häuslerhaus | Hauptstraße 95 (Karte)                    | 1680                                             | Obergeschoss Fachwerk mit Andreaskreuzen, hoher Originalitätsgrad, baugeschichtlich und hausgeschichtlich von Bedeutung. Erdgeschoss massiv, wohl aus dem 19. Jahrhundert (aus der Zeit auch die profilierten Fenstergewände), Holzkonstruktion Obergeschoss aber intakt, Plastefenster Obergeschoss, aber originale Größe, steiles Satteldach mit markanten Aufschieblingen. | 08991983 |
| Direkt Bild zu diesem Denkmal hochladen | Wohnhaus | Hauptstraße 97 (Karte)                    | 1691                                             | Obergeschoss Fachwerk mit regionaltypischem Rautenmuster, Sitznischenportal, baugeschichtlich und hausgeschichtlich von Bedeutung. Eventuell ehemaliges Wohnstallhaus, Erdgeschoss massiv, geglättet, Sitznischenportal womöglich Spolie, Obergeschoss-Fenster überwiegend originale Größe, steiles Satteldach mit Dachliegefenster, gute bildliche Wirkung. | 08991982 |
| Direkt Bild zu diesem Denkmal hochladen | Wohnhaus | Hauptstraße 119 (Karte)                   | um 1850                                          | Obergeschoss Fachwerk, regionaltypisch, sehr ursprünglich erhalten, baugeschichtlich von Bedeutung. Erdgeschoss massiv mit intaktem Wand-Öffnungs-Verhältnis, desgleichen im Bereich der Holzkonstruktion im Obergeschoss, Satteldach, altdeutsche Schieferdeckung | 08991977 |
| Direkt Bild zu diesem Denkmal hochladen | Wohnhaus | Kleine Dorfstraße 14 (Karte)              | Kern 18. Jahrhundert                             | Obergeschoss Fachwerk verbrettert, Konstruktion authentisch, baugeschichtliche Bedeutung. Erdgeschoss massiv, Fenster Obergeschoss originale Größe aber Plaste, Satteldach, zur Aue hin gefrackt. | 08991998 |
| Direkt Bild zu diesem Denkmal hochladen | Bruchstein-Bogenbrücke | Neue Siedlung (Karte)                     | bezeichnet 1866                                  | Baugeschichtlich und straßenbildprägend von Bedeutung. | 08991997 |
| Direkt Bild zu diesem Denkmal hochladen | Wohnstallhaus | Neue Siedlung 1 (Karte)                   | 17. Jh.                                          | Obergeschoss Fachwerk mit Andreaskreuzen, baugeschichtlich und hausgeschichtlich von Bedeutung. Erdgeschoss massiv, bis 1807 (Schlussstein-Türgewände) Blockbau, Fachwerkkonstruktion auf den Schauseiten intakt, neue denkmalgerechte Fenster, steiles Satteldach mit Überstand, Stallteil wohl erst im 19. Jahrhundert angebaut. | 08991996 |
| Direkt Bild zu diesem Denkmal hochladen | Wohnhaus | Planiestraße 2 (Karte)                    | 18. Jh.                                          | Obergeschoss Fachwerk, hoher Originalitätsgrad, baugeschichtlich und ortsbildprägend von Bedeutung. Erdgeschoss massiv, etwas geglättet, Obergeschoss-Fenster fast alle originale Größe, zweiriegelieges Fachwerk, eine Giebelseite verkleidet, Sicht-Fachwerk, steiles Satteldach, drei Dachliegefenster. | 08991980 |
| Direkt Bild zu diesem Denkmal hochladen | Wohnhaus | Planiestraße 6 (Karte)                    | Kern wohl 18. Jahrhundert                        | Obergeschoss Fachwerk mit hohem Originalitätsgrad, baugeschichtlich von Bedeutung. Erdgeschoss massiv, Wohnteil mit Öffnungen originale Größe, Winterfenster, Obergeschoss-Fachwerk intakt, mehrere Bauphasen, Giebelseite verbrettert, leichtes Frackdach, Satteldach, alter Dachstuhl. | 08991978 |
| Direkt Bild zu diesem Denkmal hochladen | Wohnstallhaus (mit Anbau) | Planiestraße 7 (Karte)                    | angeblich bezeichnet 1632                        | Obergeschoss Fachwerk mit Andreaskreuzen, baugeschichtlich und hausgeschichtlich von Bedeutung, hoher Dokumentationswert. Erdgeschoss massiv, etwas geglättet, Obergeschoss Sicht-Fachwerk, Giebelseiten verkleidet, Satteldach mit Aufschieblingen, Schieferdeckung, Balkenköpfe sichtbar, kleiner Anbau, ebenfalls Fachwerk. | 08991979 |
| Direkt Bild zu diesem Denkmal hochladen | Wohnhaus | Schmalzgrubener Straße 2 (Karte)          | laut Auskunft 1898                               | Putzbau mit historistischen Dekorelementen, baugeschichtliche Bedeutung. Zweigeschossiger massiver Putzbau mit Gurtgesims, Ecklisenen, profilierte Fenstergewände mit Bekrönung, flacher Mittelrisalit, dort über der Tür „Herm. Krausse“ (war Klempner und Fotograf, Bauherr), flaches Satteldach mit Blechdeckung, drei stehende Gaupen. | 08992000 |
|                                         | Wohnhaus eines ehemaligen Mühlenanwesens                                                                                              | Schmalzgrubener Straße 17 (Karte)         | 1898                                             | Putzbau mit reicher Gliederung und Zierfachwerk, baugeschichtlich und ortsgeschichtlich von Bedeutung. Eineinhalb- bis zweigeschossiges Wohnhaus, teils verputzt (reiche Putzgliederung), Obergeschoss Klinker, zum Teil mit Fachwerk, Spitzgiebel verbrettert, flaches Satteldach mit weitem Überstand, originale stehende Gaupen mit Bekrönung, großteils alte Fenstergestaltung, Holzveranda. | 08991975 |
| Direkt Bild zu diesem Denkmal hochladen | Mord- und Sühnekreuz | Schulweg 2 (bei) (Karte)                  | wahrscheinlich spätes Mittelalter, vor 1600      | Ortsgeschichtlich von Bedeutung. Zirka 80 Zentimeter hoch, eingeritztes Kreuz. | 08991976 |
| Direkt Bild zu diesem Denkmal hochladen | Wohnstallhaus | Schulweg 5 (Karte)                        | bezeichnet 1703                                  | Obergeschoss Fachwerk, weitgehend authentisch in der Konstruktion, baugeschichtliche Bedeutung. Erdgeschoss massiv, geglättet, aber Fachwerk-Konstruktion gut erhalten (kleine Fenster), Heuluke, Satteldach mit Aufschieblingen, an der Haustür bezeichnet „1703“. | 08991995 |
| Direkt Bild zu diesem Denkmal hochladen | Wohnstallhaus | Schulweg 7 (Karte)                        | um 1800                                          | Obergeschoss Fachwerk verbrettert, Konstruktion erhalten, baugeschichtliche Bedeutung. Erdgeschoss massiv, geglättet, Obergeschoss-Fenster originale Größe, steiles Satteldach. | 08991994 |
| Direkt Bild zu diesem Denkmal hochladen | Wohnstallhaus | Schulweg 13 (Karte)                       | um 1800                                          | Obergeschoss zum Teil noch Fachwerk, trotz Veränderungen baugeschichtliche und sozialgeschichtliche Bedeutung. Erdgeschoss massiv, Fachwerk-Obergeschoss zu einem großen Teil massiv ersetzt, steiles Satteldach, Giebel verbrettert. | 08992222 |
| Weitere Bilder                          | Kirche (mit Ausstattung) und Kirchhof mit Einfriedung sowie Stützmauern                                                               | Schulweg 14 (Karte)                       | 1686                                             | Kirche Zentralbau über achteckigem Grundriss, spätere Anbauten, baugeschichtlich und ortsgeschichtlich von Bedeutung. Baumeister Hans Paulus und Christoph Schubert nach dem Vorbild der Kirche von Bernsbach. | 08991993 |
|                                         | Denkmal für die Gefallenen des Ersten Weltkrieges                                                                                     | Schulweg 14 (bei) (Karte)                 | nach 1918                                        | Ortsgeschichtlich von Bedeutung. Stele mit bogiger Bekrönung (Eisernes Kreuz) mit Inschrifttafel. | 08991992 |
| Direkt Bild zu diesem Denkmal hochladen | Stützmauer | Schulweg 16 (bei) (Karte)                 | 19. Jahrhundert                                  | Bruchsteinmauer, ortsgeschichtlich und ortsbildprägend von Bedeutung. Knapp 100 Meter lang und 2,5 Meter hoch. | 08991991 |
|                                         | Ehemalige Schule | Schulweg 18 (Karte)                       | bezeichnet 1884                                  | Mit Einflüssen des sogenannten Schweizerstils, baugeschichtlich und ortsgeschichtlich von Bedeutung. Zweigeschossiger massiver Putzbau, gegiebelter Mittelrisalit dreigeschossig, Satteldach mit Überstand, profilierte Fenstergewände, giebelseitig im Mittelrisalit historistische Schmuckelemente, vier stehende Gaupen zur Schauseite hin, Freitreppe. | 08991988 |
|                                         | Ehemaliges Mühlengebäude | Schulweg 19 (Karte)                       | um 1700                                          | Obergeschoss Fachwerk mit Andreaskreuzen, baugeschichtlich, hausgeschichtlich und ortsgeschichtlich von Bedeutung. Erdgeschoss massiv, steinfühliger Putz, aber große Fenster, Obergeschoss Fachwerk, zumindest an zwei Seiten intakt, profilierte Schwelle, untere Gefache mit stehenden Andreaskreuzen, steiles Satteldach mit markanten Aufschieblingen. | 08991989 |
|                                         | Bruchstein-Bogenbrücke | Schulweg 19 (bei) (Karte)                 | bezeichnet 1839                                  | Authentischer Brückenbau, baugeschichtlich und straßenbildprägend von Bedeutung. | 08991986 |
| Direkt Bild zu diesem Denkmal hochladen | Wohnhaus | Schulweg 21 (Karte)                       | 1830                                             | Obergeschoss Fachwerk mit weitgehend intakter Konstruktion, baugeschichtlich von Bedeutung. Erdgeschoss massiv, geglättet, Fenster Obergeschoss originale Größe, Heutür im Obergeschoss, Satteldach mit überdimensionaler Schleppgaupe zur Bergseite. | 08991990 |